# سیارک ۱۹۵۹۳
سیارک ۱۹۵۹۳ (به انگلیسی: 19593 Justinkoh، نامگذاری:1999NZ29) نوزده هزار و پانصد و نود و سومین سیارک کشف شده‌است که در ۱۴ ژوئیه ۱۹۹۹ کشف شد.
قدر مطلق سیارک برابر ۱۱.۲ است.